# Anansi verkleedt zich als Loekoeman
Anansi verkleedt zich als Loekoeman is een van de titels die gegeven wordt aan een volksverhaal uit Suriname.

## Het verhaal
Ma Akoeba houdt haar kippen en eenden alleen voor de eieren en neemt ook nog een schaap voor de gezelligheid. Anansi houdt nog meer van een schapenboutje dan van een kippenboutje en vertelt dat een schaap geen eieren legt. Anansi doet alsof hij koorts heeft en zakt door zijn knieën. Ma Akoeba en de twaalf kinderen helpen Vader Meester Superspin Anansi weer in bed. Ma Akoeba wil een dokter halen, maar Anansi wil niet dat ze weg gaat. Ook de kinderen moeten blijven, want dit is geen gewone ziekte. Het is een ziekte voor De Man Die Alles Ziet en Alles Geneest. Ma Akoeba weet dat Anansi een wonderdokter, een Loekoeman, wil. Ze kent een Loekoeman die onder de hoogste boom, de kankantri, van Suriname zit.
Anansi wil niet dat ze alleen naar de kankantri gaat en Ma Akoeba gaat met haar kinderen naar de Loekoeman. Anansi springt uit bed en trekt een lange jas aan en zet een hoge hoed op. Hij rent naar de kankantri en is daar eerder dan Ma Akoeba, zij moest de jongsten om de beurt dragen. De Loekoeman blijkt al te weten wat er aan de hand is bij Ma Akoeba en zij herkent een echte ziener. De Loekoeman vertelt dat hij een schaap ziet en zelf ook ziek zou worden als hij geen schapenvlees zou kunnen eten. Ma Akoeba en de kinderen gaan naar huis, maar Anansi is daar eerder. Anansi kon een week schapenvlees eten, terwijl zijn kinderen toekeken. Anansi geeft ze niks, want ze zijn niet ziek. Ze moeten een voorbeeld voor hun moeder zijn en Anansi leert zijn kinderen nooit gierig te zijn.

## Achtergronden
- Anansi heeft eigen opvattingen over eerlijkheid.
- Een anansi-tori mag niet op zondag verteld worden als er kerkdiensten bezig zijn en ook niet op klaarlichte dag, tenzij je een ooghaar uittrekt.
- Anansi was de zon zelf, daarom mag zijn naam niet worden uitgesproken als de zon schijnt.
- De anansi-tori zijn populair in sterfhuizen, op plechtige en vrolijke bijeenkomsten op de achtste dag na een begrafenis en op latere dodenherdenkingsfeesten.
- De kankantri is een wilde kapokboom, de boom wordt als heilige boom beschouwd.